# 台灣道教

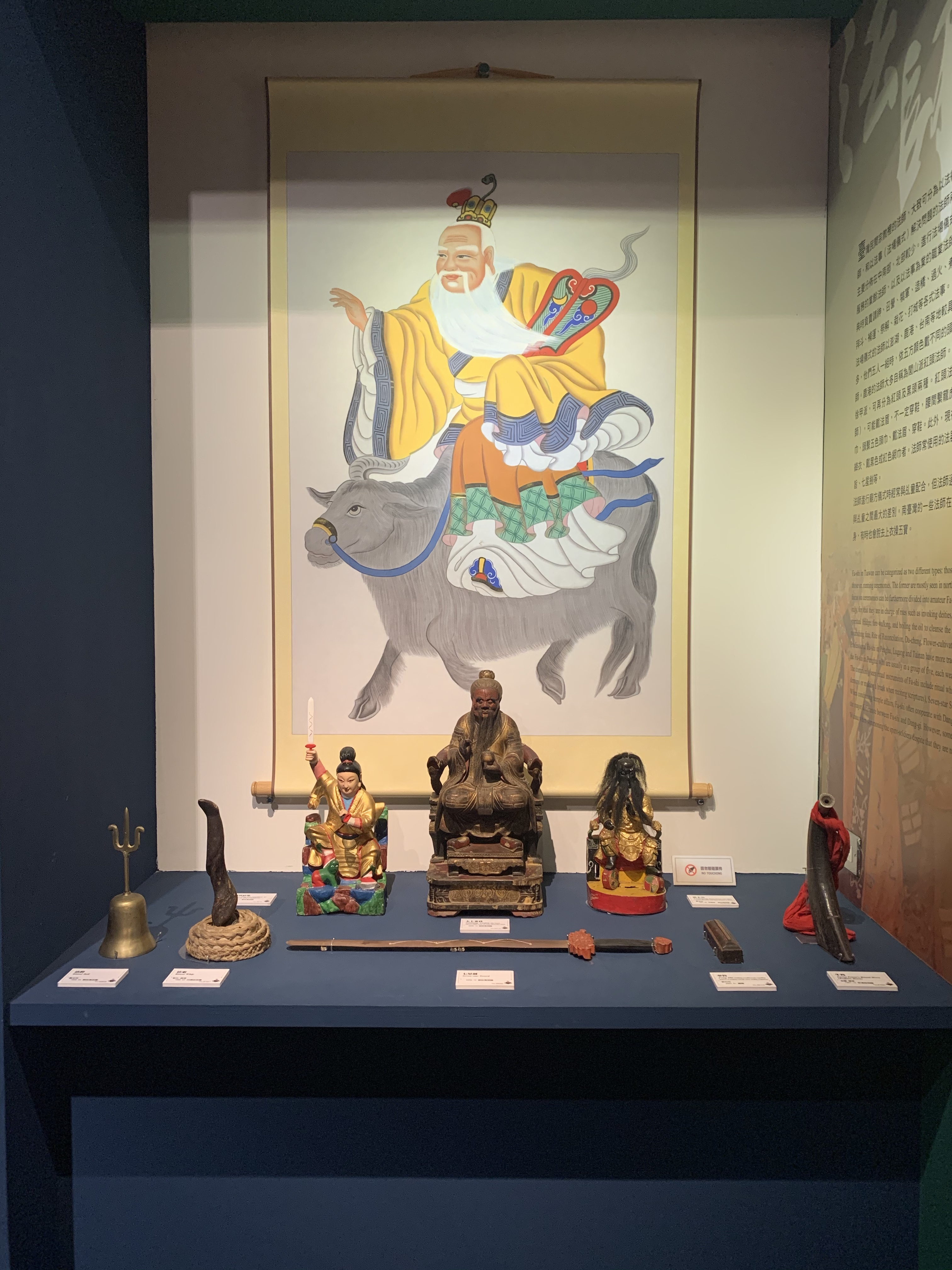
中研院民族所博物館展示的道教神像與法器

臺灣道教在早期以從中國大陸移居過來，信奉道教的道士和百姓為基礎，大部分屬於正一道（火居道）的傳統，約略可再分為南、北二大派別：北部道士自稱「道法二門」，只做喜慶吉事、不做喪事，其喪儀是找釋教（瑜伽教）的香花僧；南部以及部份的北部道士自稱為天師門下「靈寶派」，喜、喪事都做，俗稱「烏紅搭」。

## 傳入臺灣
傳入臺灣的道教，傳承自福建、廣東的正一道傳統。正一道的道士家設「壇靖」，居於民間聚落，設齋醮行法事，世稱為「火居道」，這相對於出家修行，居住在宮觀清修的全真道，世稱為「出家道」。閩、粵兩省以正一道為主，隨明末清初的移民來到臺灣，泉州、漳州及粵東之客家人，均有正一道的道壇道士跟隨遷移，設壇於各移民的聚落內，已有一、二百年左右的歷史。
泉州籍優勢區的正一道壇，主要分佈區域為雲林、嘉義以南的縣市，還有其他多泉籍移民的北部區域，其中，新竹林家的林汝梅，清代時曾至龍虎山受籙學法，回臺後成立「正一嗣壇」。此派道士以齋法拔度為主，亦行吉慶醮典、作三獻，既度亡又度生。漳州南部與相鄰粵東客籍，其移民較多的分布區，主要在北部。這派為「道法二門」，平常以三奶派（閭山法）小法事為主，如祭解的補運、改運法事、禳星及安太歲、安神位；遇到寺廟慶成祈安或神明慶生，則以正一派道法舉行醮儀、作三獻，以度生為主而不度亡。據研究，「道法二門」 在臺灣是「道場」醮儀及「法場」驅邪儀式的合稱，指「天師道」和「閭山法」。在福建詔安的客家發源地，則為醮儀範疇中的道、法傳統，指「天師道」（師/張天師/龍虎山）和「混元法」（聖/北帝/武當山）。
龍虎山第六十三代天師張恩溥在1949年12月來臺，並先後成立「臺灣省道教會」與「中華民國道教會」，想要將道壇道士納入「奏職授籙制」。其後，第六十四代天師張源先也以嗣漢天師府名義繼續授籙；「道教會」則為三清弟子和道士舉行傳度之儀，並和斗堂合作，推廣二戰之後傳入臺灣的「福州禪和派」。除在福州籍中傳布，這一派也逐漸通行於部分道廟，其科儀以誦經和唱贊為主。一般認為福州禪和派的形成，源自北京任官的福州人，吸取北京白雲觀及華北全真科儀，又揉合福州當地的正一道及佛教經誦。禪和派以正一天師門下自居，傳來臺灣以崇奉斗姥為主，為人拜斗祝壽，也作度亡齋事。其道壇稱斗堂，多以「堂」為名，有別於道法二門和靈寶派道壇是以「壇」來命名。
全真道本起自內丹北派，後和南派交融，兩者合流。創教之初強調內功、外行並重，後基於傳教需要，又引進齋醮科儀之法事。二戰前，全真道在臺灣傳佈有限。二戰後，少數的全真道出家道士及在家居士因國共戰爭抵臺，傳揚全真教法，以龍門宗丹法和伍柳丹法為主。其他非全真道的臺灣丹道團體還有內丹西派丹法、隱仙派丹法、天帝教、崑崙仙宗等。兩岸交流後，也有人遠赴中國大陸，拜全真道士為師，然後回臺傳播全真道。
臺灣道教的道法傳承，沿襲自祖先的原居地，而在本地發展。除依「家傳制」由父子相傳，而少傳外姓；亦有「師受制」，拜師奏職，師徒相授。兩任張天師有意推行龍虎山的「受籙制」，但並不完全，仍多有按舊制而受籙奏職者。近年兩岸往來後，漸有組團親赴龍虎山受其法職者。除師受奏職或天師奏職外，道壇亦多登記於「道教會」名下，成為其個人會員。

## 台灣道教分類
- 正一教派（天師教派）[2][4]

- 道法二門（天師教派和閭山法），只做喜事
- 靈寶派/正一嗣壇（天師道），做喜事、喪事
- 福州禪和派（天師道教派），二戰後傳入，做喜事、喪事

- 全真道和其他丹道團體

根據劉枝萬的研究，臺灣的道教和民間信仰具有三種類型的神職人員：1）道士；2）法師；3）靈媒，三者具有複雜而密切的關係。道士是天師門下的各類道派或全真道等丹道團體，經由授籙或傳戒儀式而名登天曹，獲取道位的神職人員。能代天演法，主持「道場」的齋醮科儀。臺灣道士大多是在自家開設道壇的火居道士，配合地方宮廟之醮儀期程與應民眾之法事需求，提供其宗教服務。
法師則來自地方的驅邪儀式傳統。在巫覡、道教、佛教三者的交互影響之下，中國民間信仰有「法派」的法術流傳。這類法派法術，除了道教的道法系統，還混雜佛教（密教系）的「瑜伽教」（即釋教香花僧）術法傳統。巫覡採納道教及佛教之神祇名諱、科儀經典，而施行術法，形成各種法派的法術，如閭山派（陳靖姑）、瑜伽教（釋教，穢跡金剛、龍樹醫王）、普庵派（普庵禪師）、梅山教（張五郎）、法主公派（張聖君）。這些法派法術通行於湖南、江西、福建、臺灣、新加坡、馬來西亞一帶，又以閩、臺受影響最深。
靈媒指乩童、尪姨、鸞生，以及會靈山運動的靈乩等，是藉神明或靈體的憑附而代為傳達訊息的人。乩童經常作為道士的伴隨，為信眾解惑或驅魔鎮煞。在清末，又出現了以「扶鸞降筆」來傳達神意的宗教組織，其宗教建築稱為「鸞堂」，扶鸞者稱為「鸞生」、「鸞手」（跟乩童有別，是請神明降臨鸞駕，在沙盤上寫字降旨；乩童的降乩是神明直接附體而陷入附身狀態），以儒家義理教化百姓作為宗旨，自稱「儒宗神教」或「聖教」。崇奉關聖帝君、孚佑帝君、司命真君等「恩主公」的鸞堂，如臺北行天宮等，此類為恩主公信仰，另一類則為母娘信仰，如一貫道、慈惠堂等。
臺灣歷史文獻中，另有「齋教」這個以「在家」持齋修行為特色，融合儒、釋、道的民間教派，主要指龍華教、金幢教、先天道這三個中國秘密宗教，其宗教建築稱為「齋堂」。其中，金幢教、先天道最重內丹修持，而龍華教與佛教關係密切。二戰後，受到佛教及一貫道的夾合競爭，齋教已沒落。其齋堂除了轉型為佛寺，也有變成其他宗教，比如鸞堂、一貫道道場或是慈惠堂的情況。
風水師、擇日師、算命師、卜卦師等鑽研術數者，則自成一類，稱為術士。有些道士也會兼營風水、擇日、算命、看相、卜卦等一兩種或數種術數，為信眾服務。
顧廟的俗人為「廟祝」，為看顧寺廟的人，俗稱廟公、廟婆。採「管理人制」的寺廟，通常由管理人兼任，採「管理委員制」的寺廟，由管理委員會聘總幹事擔任，主要工作為總管廟務，負責廟宇的環境清潔、神明祭拜。有些廟祝可能還會解籤、卜卦、算命，或作驅邪、收驚、開光等簡單法事，不過這些宗教儀式服務也可能是由廟方聘請道士、法師常駐廟宇來提供。若是道士或僧人受聘作為寺廟的管理人，則稱為「住持」。

## 道教和台灣民間信仰的神明

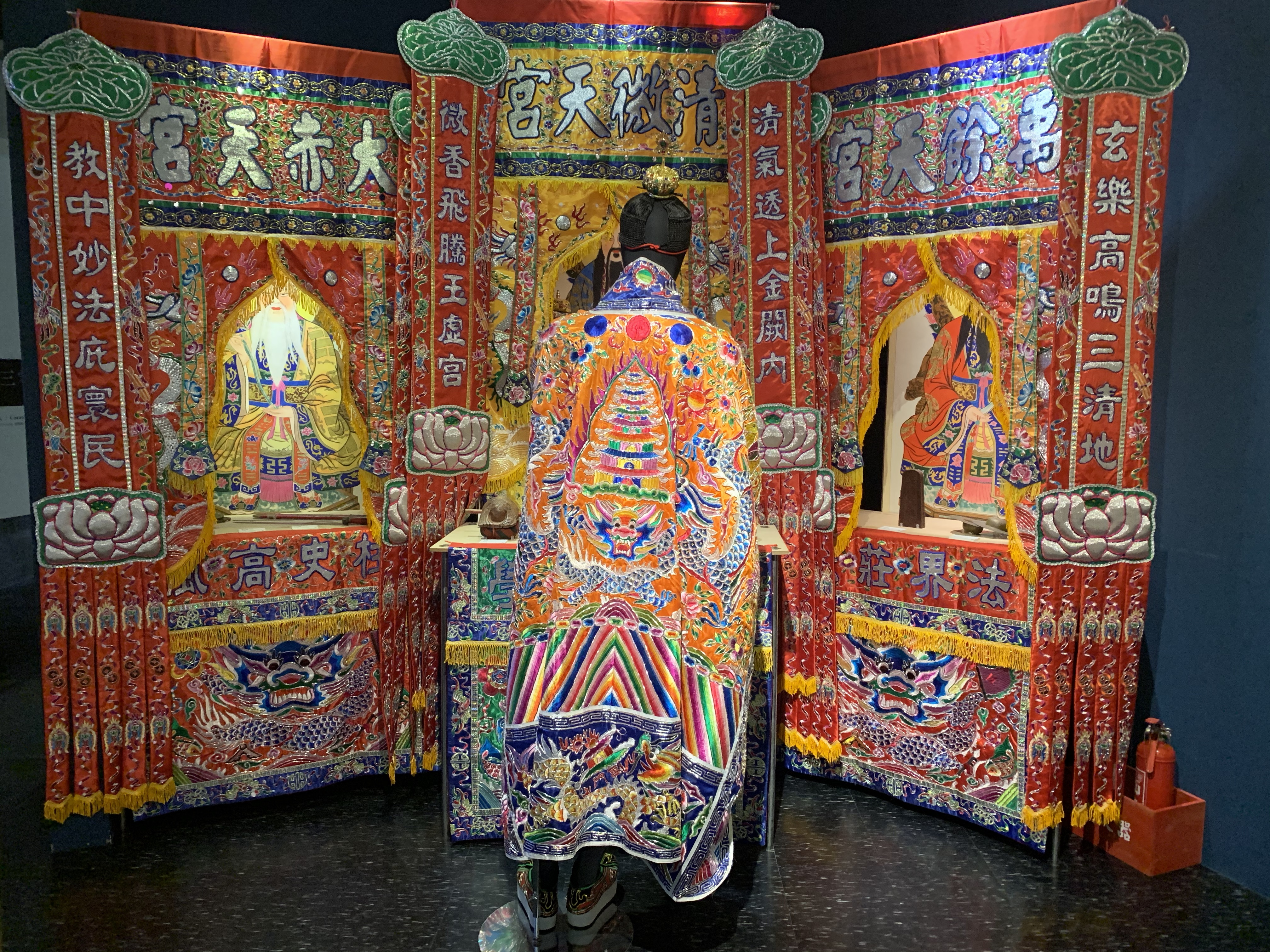
中研院民族所博物館展示的道教壇場

在傳統民家顯要位置的大幀神明圖像，稱為「神明彩」，通常是以觀世音菩薩為主，搭配媽祖、關聖帝君、灶神、土地公，高雄師範大學台灣歷史文化及語言研究所教授李文環表示：「這幾尊神明是台灣民間信仰裡面最受大家供奉的神。」
各廟宇則供奉不同的「主神」，如行天宮的主神是關聖帝君，龍山寺主奉觀世音菩薩，大甲鎮瀾宮主神為媽祖,大龍峒保安宮的主神是保生大帝。根據《重修臺灣省通志》在1981年（民國70年）的統計資料，臺灣寺廟所供奉的主祀神前二十名，依序為：王爺、觀音、媽祖、釋迦牟尼、玄天上帝、土地公、關聖帝君、保生大帝、三山國王、中壇元帥、神農大帝、清水祖師、玉皇上帝、三官大帝、開臺聖王、開漳聖王、城隍爺、孚佑帝君、王母娘娘、廣澤尊王。根據內政部2019年（108年度）的「全國宗教資訊系統資料-寺廟」，廟宇主祀神前十名，依序為：王爺、土地公、釋迦牟尼、觀音、媽祖、玄天上帝、關聖帝君、保生大帝、中壇元帥、陰神厲鬼。（陰神厲鬼為有應公、大眾爺之類，其名稱眾多，民國70年的通志統計資料有可能未併作同一類）另外，虎爺在臺灣也很常見，但大多是作為配祀神出現。
臺灣亦有一些廟宇供奉其他重要的道教神祇、仙人，如玉皇大帝,三清道祖、地母娘娘、紫微大帝、太乙天尊、斗姥元君、雷聲普化天尊、張天師等等。一些廟宇供奉的無極天尊、無極老祖、玄玄上人、無極老母、無生老母等等，則有鸞堂和中國祕密宗教（如先天道）的淵源。
至於道士作醮所用的壇場畫、掛軸，主要用在內壇，為道士作法事和迎請神靈的空間，外壇則設紙糊神像讓信眾參拜。主要的神像掛軸有三清、玉皇、紫微、三官、天師、北帝、四府（天京、地府、水國、陽間眾神）等。大致來說，內壇的儀式空間，正面為三清壇，供奉三清道祖，其左為玉皇上帝，或增掛太乙救苦天尊，右為紫微大帝，或增掛雷聲普化天尊。對面為三界壇，供奉三官大帝，其左為師壇（龍虎山），懸掛張天師，右為聖壇（武當山），懸掛玄天上帝。其間設有四大護法元帥護衛壇域，接連四府。內壇左右兩側為天京、地府、水國、陽間眾神，浮空而行，朝謁三清。具體佈置又會因所用齋醮儀式、派別傳承、特定場合需求等原因，有所增減調整。

## 台灣道教從60年初至今
日治時期末期，採皇民化政策而壓抑道教。但台灣道教仍蓬勃發展。台灣道教從傳入以來就承襲閩南文化的道教特性，到現代仍保有此特色。除了正一道之外，全真道亦於近年大陸進行改革開放時傳入台灣。

### 部份佛教徒的看法
漢傳佛教僧人釋星雲認為，雖然現今道教仍然流行，但是它已經淪為以殺牲祭祀、符錄齋醮、臨喪招魂、除妖作法、風水勘輿等江湖術士之事為主要特徵的民間宗教。他聲稱在台灣，宮觀雖多，也能在裏面找到廟公，但很難找到道士，可見其衰落的趨勢，由於道教既難以走出中華而成為世界性宗教，又無法去除其濃厚的迷信色彩，因此在踏入現代之後，道教已經逐漸沒落。

## 台灣道教現有正規宗派組織

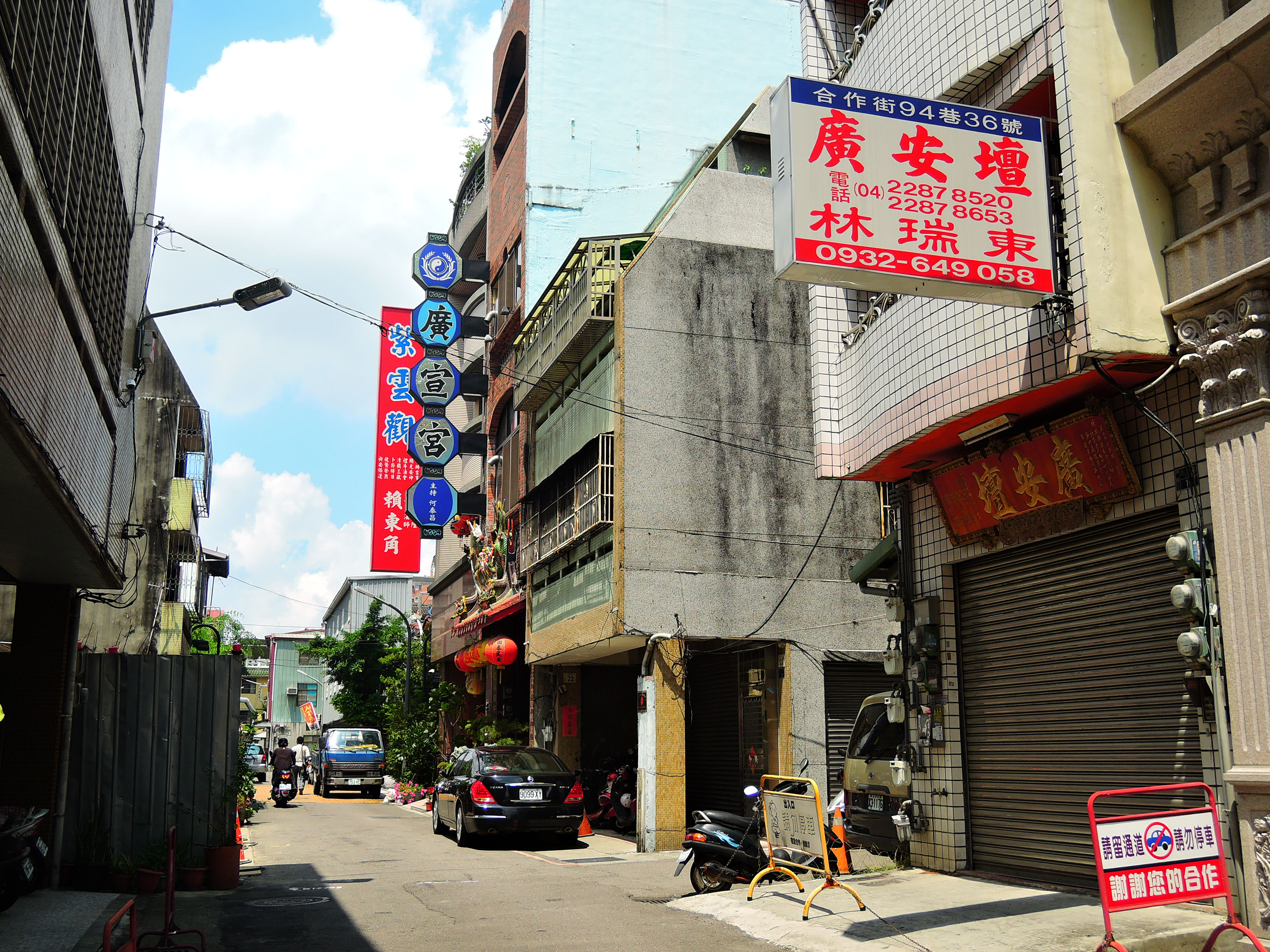
台中市城隍廟道士街

### 台灣道教總廟
- 宜蘭縣梅花湖 道教總廟三清宮
- 台中市外埔區 無極三清總道院
- 南投中寮 台灣道教總廟玄義宮

### 台灣道教小法派別組織
- 法主公派、普庵派、閭山派、徐甲派、三奶派

### 台灣道教誦經組織
清微派、禪和派、全真派 ，靈寶派，正一嗣壇

### 台灣早期道教會組織
依申請年份長久排列
- 中華民國道教會
- 中華道教青年總會：1970年成立中華民國道教青年會，民國九十五年（2007年）经中华民国内政部准许升格為中華民國道教青年總會，民国一百零三年（2015年）10月加入聯合國非政府組織，世界道教總會成為道教會員國代表，108年第八屆正式更名［中華道教青年總會｝。
- 台灣省道教會
- 中國嗣漢道教協會

### 台灣道教-傳宗嗣壇/道壇

#### 北台灣正一教派

##### 基隆道壇
- 基隆雷成道壇，在北部地區道壇頗負盛名的基隆「雷成壇」，道法傳承上已有150年歷史，從清朝時期祖先一脈傳承下來，至今已是第五代了，25年前曾獲市府邀請進行祈雨法會，另外，基隆重要節慶中元祭老大公廟開、關龕門儀式，20年來也一直由雷成壇主持，第一代高祖清朝時代在基隆地區廟宇，專司信眾祈福補運、消災解厄等等，基隆早期最盛的中元祭典為碼頭工會主導舉辦，每年都聘他們家擔任主壇道長，雷成壇都是作吉事方面的法事，如建醮、驅煞及祭改等等。父親是第四代李騰龍道長，同樣繼承衣缽承襲道法二門科儀與米卦占卜，1993年因為沒有颱風，基隆罕見出現嚴重缺水荒，當時市長林水木特聘李騰龍道長主持祈雨儀式後， 隨即普降甘霖，紓解水荒。早年，基隆中元祭農曆七月開、關龕門重要儀式，都是由出家比丘主持，1998年地方人士建議改由道士主持，李戊己從那年起就擔任開龕門土主法道長至今。早年基隆地區只有李家道士一脈，李騰龍因是長子對道士工作又有趣，便傳承了祖先道士家業，李騰龍名聲遠播，10多年前，曾有日本、荷蘭及美國教授陸續來台，向他的父親拜師學藝， 雷成壇也曾受邀到中國大陸、新加坡主持寺廟法會，國內地區主持的法會更是不計其數。

- 基隆廣遠道壇 丹心宗壇簡介

宗壇由李游坤先生（道號玄正）於民國八十六年農曆八月二十三日創立。玄正道長乃基隆廣遠壇李松溪道長之嗣男，自幼秉性純正，深受祖傳道法精髓之薰陶。李道長於台灣聲名卓著，常受邀至中國、馬來西亞等處主持大型齋醮儀式，曾參與國家表演藝術中心國家兩廳院內的劇場演出：《醮》，亦長期擔任台北府城隍廟法務主持，並常與中研院李豐楙院士、輔大宗教系張超然教授等人互相奧援道門知識之教學，可謂台灣的道學泰斗。
玄正道長不僅有藥學背景，更於晚年孜孜不倦地挑戰高等教育獲取碩士學位，以期能時刻與時代並肩前行。也曾拜師深造、精研性命雙修之學，充實正統道教之專業學養。懷抱著弘道的初心，玄正道長孜孜不倦，精進修持，於實際傳道濟世之中，深感傳統道教大道未興，正法未彰，人心陷溺，尤其師道衰微，道紀廢弛，部分道徒未能自省自勵，邪法亂行，致使社會對道士形象多有誤解，此情此景，令玄正道長深感痛心。故玄正道長秉承父志，毅然創立宗壇，揭櫫教化根本，致力於道教教育之實踐，宣揚道德正信，以期興隆道化，濟死度生。
丹心宗壇以道教教育為本務，培育傳度眾多正一派道士，並於民國一百一十一年開立丹心道教學院，全面性教授適用於現代的道法與道家哲學。李道長首重道徒內修，強調人品之培養。以戒為師，確立師道尊嚴，以道教化，傳道為教，並以振興道教為宗旨。目前台灣北部有許多執業道長均曾師從玄正道長學習道法科儀。
祖傳道法法派派詩（正一教）云：
「守道明仁德，全真復太和，至誠宣玉典，忠正演全科，
沖漢通玄蘊，高洪鼎大羅，三山愈興振，福海湧洪波。」

##### 台北道壇
台北林家「臺灣北部正一派道士譜系」摘要勞格文從劉枝萬關於醮典研究的論文中，引起了探討台灣北部正一派道士譜系的研究動機，從其所掌握的三個部分的資料：一是劉枝萬的幾篇論文；一是道士在法場及醮典中所召請的祖師；另外是勞格文的老師朱堃燦道士所知道的流傳於道士間的掌故。展開田野調查並將調查延伸到大陸，透過分析求證，期使整個道脈之演變傳承能夠明晰呈現。劉枝萬博士在關於松山醮典的論文中，介紹了北部道士兩大派系：劉厝派與林厝派。其兩派譜系由法學者勞格文（John Lagerwey）在本文中探討。劉的諭文中指出：劉厝派來台祖先為劉師法（1644年由福建漳州來台），林厝派開台祖林章貴（號演達，1820年左右由詔安來台），在枋寮村（今之中和）創立威遠壇，傳給金迎，再傳科選，而選傳清江（翀庭），江傳心婦。而後心婦另在台北也設一道壇。而劉厝派的傳說，林厝派初來台時並非道士，而是在劉厝派擔任香辦的職務，因而漸漸熟悉其程，自習科儀才學會了而自行開設道壇。但這傳說是否為實？勞格文在此論文中逐一揭示。
劉林兩派派詩：
劉厝派   興、良、明、應、德、金、真、合、太、和
林厝派   忠、正、演、金、科、翀、漢、通、玄、蘊
林厝派的探討，查訪林昌桐.勞格文從饒平黃崗沿海一帶開始田野調查
大陸夏校（昔稱寨後）坪溪（彭溪）一帶的訪查.劉厝並不是客家人，是潮州人。
20代  林榮練
21代  林欲東（錦真）
22代  林汝 夯，
江道士的資料：祖師 劉古泉、劉守心、劉典清、劉玉玄、張百二、張茂賢、張雅哲、江法耀
天師教傳承地區：官陂、霞葛、秀篆
混元教傳承地區：太平、浮山
台灣北部道士和福建某些地區－如龍巖、山格、金山及廣東饒平等地，都稱其傳承與三奶信仰有關。而客家平和的兩名道士及詔安客家的江姓道士都認為三奶派的儀式並非正派的儀式。結論：現今台灣北部所見的道教科儀很可能是1820年由林厝祖先從南陂（詔安）傳進台灣的。香辦的傳說可是說是林／劉二派合作之初的一個變形的回憶。
- 台北劉家

##### 新竹道壇
新竹有兩種正一道派，一為道法二門的正一派紅頭道士，二為正一威盟紫光派下系統的正一派黑頭道士
- 新竹林家
- 新竹莊家

竹塹正一黑頭道士，為吉事、拔亡事皆辦，與專辦吉事的北部正一紅頭道士不同，正一黑頭道士為泉州當地流傳，其道脈結合了 泉州一帶特殊的正一靈寶拔亡科儀、大上清宮紫光派法等。
泉籍道士在清朝中葉時期來到竹塹落地生根，到了十九世紀末，竹塹內公館林家的林汝梅，懷有求道之心，但看到了竹塹道士很多除了謀生外，缺乏修養，深感遺憾，因此積極培植鄰居 陳捷三，並與堂弟林修梅前往大陸龍虎山，拜六十一代張天師為師，學習道法，學成後歸回家鄉，奉天師之令，創立 萬法宗壇分司正一嗣壇，掌管台地教務，為第二個天師府。在當時交通不便的年代，正一嗣壇擔任著台地的天師府職務，給與道士授職、授籙。
林汝梅當時邀請了眾多道士們集聚在一起，詳細講解經典中教義，講述南北道派的差異，附近從事道士(紅黑頭皆有)職業的人們，也會來向林汝梅請教，林汝梅也會詳細的向道士們解說，甚至當時附近有些紅頭道壇的服飾，也受其影響，與黑頭道士服飾相似。
竹塹正弌嗣壇派下之道壇
通靈壇莊家
林汝梅收鄰居陳捷三為徒，陳捷三育有一女，招道士莊紫為贅婿，生 莊陳登雲，莊陳登雲生 莊肇欣、莊肇嘉 二位，此二人為鼎字輩高功道長，莊肇欣道長已登真。

通妙壇陳家
陳家為內公館林家之親戚，早期有一位道長於新竹都城隍廟周圍，名為陳張石泉，人稱「石泉仙」，生六子，如今通妙壇的 陳張植福(家中排名第五，道士界稱為 老五)與陳永福 二位道長皆為 鼎字輩高功道長。

萬真壇郭家
郭家為百年歷史的道壇，因位於竹塹城南門，亦稱南門萬真壇，現今的鼎字輩高功道長 郭金灶 老道長已無做法事，在家中修身養性，現已高齡近百。

靈真壇何家
何家為百年歷史的道壇，因位於竹塹城北門，亦稱北門靈真壇。第三代壇主為何金鐘老道長(已仙逝)，第四代壇主為何子慶老道長(已仙逝)，何子慶道長生前囑咐，將壇中部分法器、經典捐贈給新竹長和宮文物館，供世人了解竹塹道教文化。
正一道法二門派下之道壇
新竹地區有 振應壇、通應壇、金應壇、顯應壇 等道壇，與北部正一道派相同，皆為專辦吉慶紅事之道壇。
南寮通應壇 
南寮地區的百年道壇，創立於清朝光緒卅二年，現任壇主為 陳賜海道長。
南門顯應壇
南門地區的百年道壇，現任壇主為 張烱熹 道長。

#### 中台灣正一教宗壇
```
中部地區的正一教宗傳人是為:[王大美道長]法名:
王坤鈺法師
```

以63代張天師-張恩溥之女[張怡香]親合八字所納為其正一道門唯一授渡之徒，終在(今)王大美大法師中年時，於萬法宗壇之下，由天地人三界共證傳渡-授[符/祿/法/印/道/經]，師更寄予王大美大法師，太玄二字，在二水鄉啟建[https://www.youtube.com/watch?v=tYO-xFiDnmk
[太玄道學院]，繼承63帶張天師之女，傳宗演教道壇，以畢生之為一道業，爾後更開枝散葉，渡經文傳渡其師門，於台灣西部地區
而靈寶派以鹿港為核心，逐漸向彰化、臺中靠海地區、及雲林等地拓展。歷史較為悠久的靈寶道壇集中在鹿港，莊意是最早在設壇傳法的道士，但未留有後代嗣法；其次為清嘉慶年間來臺，祖籍安溪楊家的「顯應壇」，是鹿港的老牌壇號，其法傳授鄰近的和美、秀水與雲林褒忠、臺中梧棲等地。現今鹿港較著名為清乾隆末葉來臺發展的施家道壇，迄今已傳至第七代，家族中分別立有「混元壇」、「達真壇、「守真壇」與「保真壇」等。南投竹山與彰化靠山地區，有廈門系的靈寶道派，以拔度齋法為主，科儀形式與鹿港靈寶道派相似。

##### 南投道壇
南投竹山與彰化靠山地區，有廈門系的靈寶道派，以拔度齋法為主，科儀形式與鹿港靈寶道派相似。 
- 竹山守真道房

##### 台中道壇
台中正一派以曾厝派為主，與北部正一道法二門相同，皆為專辦吉事。廣應壇為曾厝派祖壇，由靈安壇、廣安壇等道壇為代表，其都以台中城隍廟為中心
曾厝派道號字輩為 太和至誠宣玉典

##### 彰化道壇
彰化正一道壇由埤腳鎮興壇為主，與北部正一(林厝派.劉厝派)所用經典相同，其始祖為法致蔡先生於鎮興壇所傳承之太上正一啟請玄科中祖師和北部正一派所傳承祖師亦有雷同，其在北部、中部亦有傳承北部代表為基隆正一朝天府、中部代表為指微道壇  

#### 南台灣正一道門

##### 台南道壇
- 穎川道壇——陳家

陳榮盛（道號鼎陞）、陳槐中（大騰）七代道士世家，上一輩的陳聬 靈寶派道長。
- 延陵道壇——吳家

壇主：吳政憲（法名羅錠）。府城的另一個重要的道教世家，從清朝的吳輝山至今至少傳承了四代道壇。
- 灣裡西河道壇——林家

創立咸豐同治年間
第一代林文陸
生於清咸豐四年
第二代林福建、林才
生於光緒十年
第三代林海水
生於民國六年
第四代林和發、林和成
第五代林宗池
府城的另一個重要的道教世家。
- 喜樹道壇——賴家

賴龍飛、賴廷彰（羅相）
- 漚汪道壇

林青雲，師承已故的金登富道長，主要服務範圍在嘉南海線一帶
- 善化鍾家道壇

##### 高雄道壇
- 苓雅孫家
  - 明玄道院
    - 孫番賓 高雄市苓雅區 自強三路，第一代:孫宇 第二代:孫萬 第三代:孫番賓 第四代:孫懷玉，中國道教會名譽理事，監察員，高雄道德院符 籙部住持 道教會高雄分會理事，天師府大法師等職。

- - 報應壇
    - 孫文章 高雄市新興區 泰明里，第一代:孫宇 第二代:孫萬 第三代:孫全 第四代:孫文章

- - 清源道士壇
    - 陳明監高雄市苓雅區 海邊路。第一代: 孫番賓、陳明監

- - 應化壇
    - 孫讚成高雄市三民區，第一代:孫宇 第二代:孫萬 第三代:孫全 第四代:孫讚成

- 洪家曾家潘家

- 左營合玄道壇 - 柯家

- 左營守真道壇

- 大人宮翁家

- 茄萣白砂崙道壇 - 郭家

- 岡山玄真通妙道壇

- 旗山應妙道壇

- 仁武通元道壇

##### 屏東道壇
- 南州招應道壇

- 潮州玄妙雷壇

- 里港通妙道壇

## 道士
臺灣道教的本土道士主要教務一則度生，一則度死。所謂度死，乃是俗稱做功德的喪葬拔度齋事科儀。度生法事又可分為祈福與驅邪，前者有建醮、謝平安、做三獻等社群法事，而驅邪則指安胎、起土押煞、補運制解等常民法事。道士又因派別或是地域不同而有不同稱呼，通常臺灣話通稱道士為師公，若再依教派或是地域細分，紅頭師公（紅頭道士）只專門度生，烏頭師公（黑頭道士）專門度生與度死。然而，紅黑頭的區分僅在部分地區有此度生、度死之區分，並非絕對。不論紅黑頭，臺灣道士多可追溯其源頭自福建與廣東一帶，多屬正一派傳衍。
雖然臺灣本地道派豐富，各道派各有所長，但其所本之科儀內容皆可源自唐宋甚至魏晉時期的傳統。以往，因祖籍與習俗不同而每個道派有其區域優勢，但是近年因為交通發達以及網路傳播迅速，各教派發展已經不再受地域限制。
臺灣道教近年以教團組織工會，稱為道士職業工會，是從事道教教務的法師與道士所成立，為保障神職人員社勞工福利，並辦理一些職業訓練課程，因職業化也是屬於勞方的一種。
建醮吉事科儀: 發表(或玉壇發表)、啟請祝聖、獻供、演拜經懺、分燈、宿啟、朝科、進表、入醮降帝、施放水燈、普施孤幽、謝壇圓滿等等。基本上臺灣流行醮事科儀從一朝始，至一朝宿啟、二朝、二朝宿啟、三朝、五朝或以上，最多曾做至四十九朝之羅天大醮。建醮還會依目的不同而增列不同科儀，如慶祝廟宇落成之慶成醮、祈求平安之清醮、禳災之水火醮、普度孤魂的普度醮、禳瘟災而有王醮、也有依拜斗法會而成的禮斗醮甚至是慶祝神明聖誕之生日醮，十分多元。
拔度齋事科儀：發表，啟請，引魂，度人經（上中下），普施，赦罪水懺（上中下），藥懺，開城，放赦，沐浴，解願，路關，擔經，過橋，入厝，化庫，謝壇圓滿。此為最基本之拔度齋事，另可增加其他科儀，最多可做至三朝黃籙大齋。

## 信仰人口
據中華民國內政部提供資料顯示，台澎金馬地區現有包含玉帝廟、媽祖廟、玄帝廟、太子元帥廟、王爺廟等等種類的宮廟共8000間以上，利用民房設立之中型道壇約在10000間左右無數，傳教人員28,000餘人，信眾在8,000,000以上（佔全臺灣人口三分之一以上），但此數字部份與佛教有重疊情况，台灣民眾許多同時信奉佛道二教。

## 外部連結

### 道教團體
- 中華民國道教會（中華道教總會） （页面存档备份，存于）
- 中華道教總會青年委員會
- 臺灣省道教會
- 道教發展基金會
- 中華道教學院 Facebook

### 展覽
- 「道法萬象——道、法信仰文化特展」壹：道法在台灣，書籍資訊 （页面存档备份，存于）
- 威遠壇二百週年紀念展 - 世界宗教博物館 （页面存档备份，存于），導覽影片、作醮影片 （页面存档备份，存于）
- 道法自然——道教典籍展 - 國立故宮博物院 （页面存档备份，存于）
- 台南宮廟博物館 （页面存档备份，存于）

### 文章
- 認識台灣寺廟神職人員 （页面存档备份，存于）
- 明清廟宇的常駐專家
- 《監督寺廟條例》下的宗教行政 （页面存档备份，存于）